# Margarinotus pseudomirabilis
Margarinotus pseudomirabilis är en skalbaggsart som beskrevs av Kalashian 1989. Margarinotus pseudomirabilis ingår i släktet Margarinotus och familjen stumpbaggar. Inga underarter finns listade i Catalogue of Life.